# Itame obscurior
Itame obscurior là một loài bướm đêm trong họ Geometridae.